# Jamie MacDonald
James MacDonald, detto Jamie (Broxburn, 17 aprile 1986), è un calciatore scozzese, portiere degli Hearts B.

## Carriera
Ha giocato nella prima divisione scozzese.

## Palmarès

### Club

#### Competizioni nazionali
- Coppa di Scozia: 2

Hearts: 2005-2006, 2011-2012
- Scottish Challenge Cup: 1

Raith Rovers: 2021-2022